# La Partition
Pour plus de détails, voir Fiche technique et Distribution.
La Partition (Sterben) est un film dramatique allemand réalisé par Matthias Glasner et dont la première a eu lieu en février 2024 au Festival international du film de Berlin, où le film est projeté en compétition. La sortie en salles en Allemagne a lieu fin avril 2024. Les rôles principaux sont tenus par Corinna Harfouch, Lars Eidinger, Lilith Stangenberg, Robert Gwisdek et Ronald Zehrfeld.

## Synopsis
Lissy Lunies a environ 75 ans et profite de sa liberté depuis que son mari Gerd, atteint de démence, vit dans un établissement de soins. Cependant, Lissy doit elle-même lutter contre diverses maladies. Elle souffre de diabète, d'une maladie rénale et d'un cancer. Elle commence aussi lentement à devenir aveugle.
Le fils de Lissy, Tom, travaille comme chef d'orchestre. Il prépare une nouvelle composition intitulée Sterben avec son meilleur ami Bernard. Bernard lui-même est déprimé. Liv, l'ex-petite amie de Tom, l'engage comme père de substitution pour son enfant.
La sœur de Tom, Ellen, rencontre le dentiste Sebastian, avec qui elle entame une liaison. Tous deux ont un penchant pour l'alcool. En tant que non-conformiste, Ellen préfère être ivre.

## Fiche technique
Sauf indication contraire, les informations mentionnées dans cette section peuvent être confirmées par la base de données cinématographiques IMDb,  présente dans la section « Liens externes ».
- Titre original : Sterben
- Réalisation et Scénario : Matthias Glasner
- Photographie : Jakub Bejnarowicz
- Montage : Heike Gnida
- Musique : Lorenz Dangel
- Costumes : Sabine Keller
- Production : Matthias Glasner, Jan Krüger
- Sociétés de production :
- Direction artistique : Henning Jördens
- Pays de production : Allemagne
- Langue originale : allemand
- Format : couleur
- Genre : drame
- Durée : 183 minutes
- Dates de sortie : 
  - Allemagne : 18 février 2024 (Berlinale 2024)
  - Allemagne : 25 avril 2024 (sortie nationale)

## Distribution
- Lars Eidinger : Tom Lunies

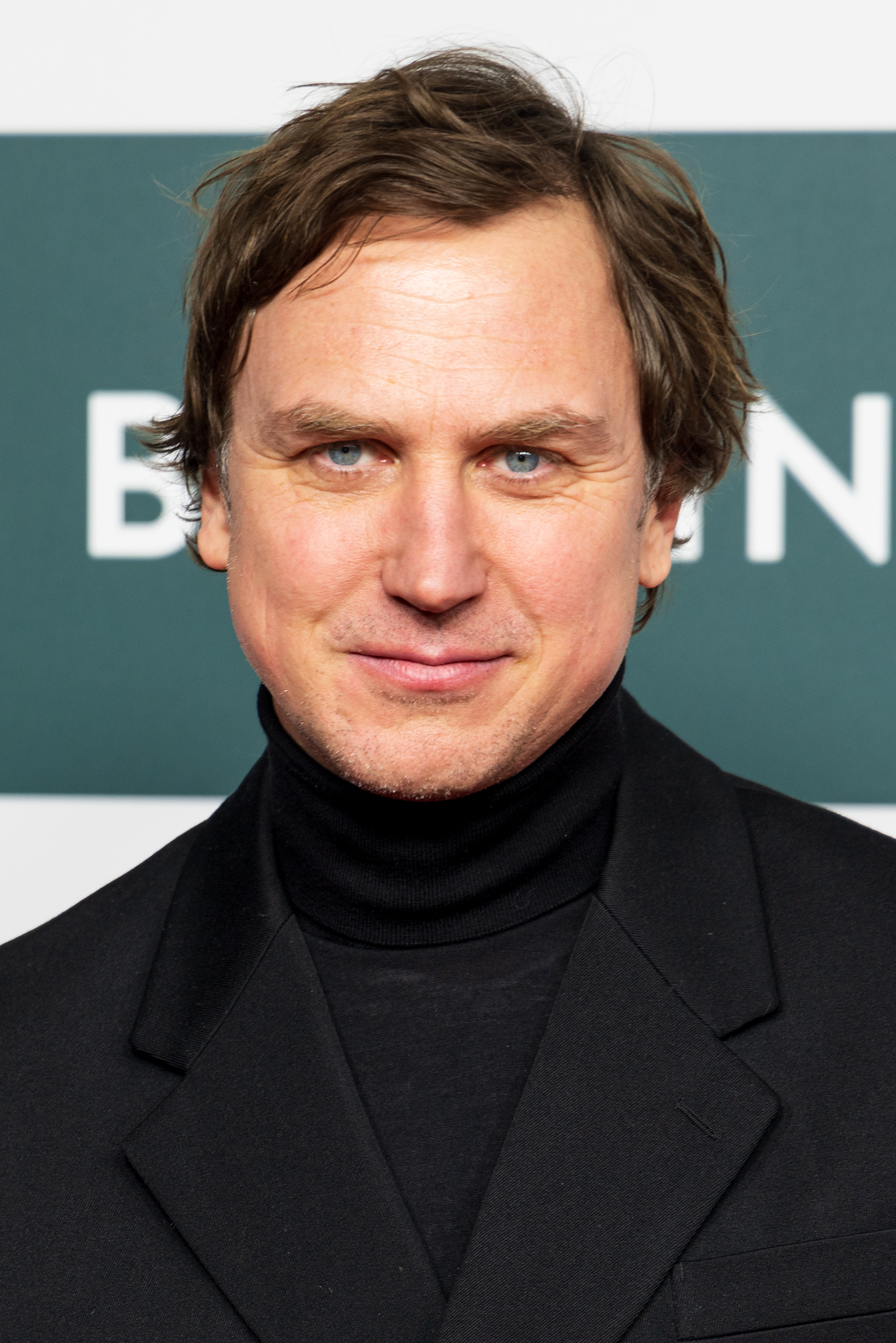
Lars Eidinger joue le chef d'orchestre Tom.

- Lilith Stangenberg : Ellen Lunies, la sœur de Tom
- Corinna Harfouch : Lissy Lunies, la mère de Tom et Ellen
- Hans-Uwe Bauer (en) : Gerd Lunies, le père de Tom et Ellen
- Robert Gwisdek : Bernard, le compositeur
- Ronald Zehrfeld : Sebastian Vogel, le dentiste
- Anna Bederke : Liv, ex compagne de Tom
- Nico Holonics : Moritz, le nouveau compagnon de Liv
- Saskia Rosendahl : Ronja, assistante et amante de Tom
- Saerom Park : Mi-Do, la violoncelliste
- Catherine Stoyan : Susanne, amie de Lissy
- Raphael Westermeier : l'examinateur d'assurance maladie
- Alina Hidic : assistante dentaire 1
- Clara Aileen Bowen : assistante dentaire 2
- Christopher Köberlein : un chef d'orchestre
- Kailas Mahadevan : le docteur
- Karmela Shako : l'infirmière sœur Stella
- Rosa Thormeyer (non créditée) : l'infirmière Mühlheim
- Tom Böttcher (non crédité) : Tom (jeune)
- Sidney Fahlisch (non créditée) : Liv (jeune)
- Christian Skibinski (non crédité) : un invité à la fête

## Production
Le film est réalisé par Matthias Glasner, qui a également écrit le scénario. En 1996, il fonde la société de production cinématographique Schwarzweiss Filmproduktion avec son ami l'acteur Jürgen Vogel. Vogel a joué un rôle principal dans La Faille du diable en 2011, réalisé par Glasner. Vogel a joué dans le rôle titre de la série télévisée Blochin de Glasner.
Corinna Harfouch joue le rôle principal, Lissy Lunies. Elle a déjà joué le rôle principal dans le film dramatique This Is Love (de) de Glasner. Hans-Uwe Bauer peut être vu dans le rôle de son mari Gerd, atteint de démence. Il a déjà incarné le mari d'Harfouch dans la série télévisée Zeit der Geheimnisse. Lars Eidinger incarne son fils Tom et Robert Gwisdek incarne son ami Bernard. Anna Bederke incarne Liv Lunies, l'ex-petite amie de Bernard. Lilith Stangenberg peut être vue dans le rôle d'Ellen, la sœur de Tom, et Ronald Zehrfeld dans le rôle du dentiste Sebastian, avec qui elle entame une relation. Tom Böttcher joue le jeune Tom.

### Musique de film et première
La musique du film est composée par Lorenz Dangel, avec qui Glasner avait déjà travaillé pour Blochin.
La première est prévue le 18 février 2024 au Festival international du film de Berlin, où le film sera projeté en compétition principale Glasner y avait déjà présenté son film La Grâce en compétition en 2012. La sortie en salles en Allemagne est prévue pour le 25 avril 2024

## Distinctions

### Récompenses
- Berlinale 2024 : Ours d'argent du meilleur scénario
- Deutscher Filmpreis 2024[4],[5] :
  - Meilleur film
  - Meilleure actrice pour Corinna Harfouch
  - Meilleur acteur dans un second rôle pour Hans-Uwe Bauer
  - Meilleure musique pour Lorenz Dangel

### Nominations
- Deutscher Filmpreis 2024 :
  - Meilleure réalisation
  - Meilleur scénario
  - Meilleur acteur pour Lars Eidinger
  - Meilleur montage pour Heike Gnida
  - Meilleur acteur dans un second rôle pour Robert Gwisdek